# Autonomous Sensory Meridian Response
Autonomous Sensory Meridian Response (abgekürzt ASMR; deutsch „Autonome sensorische Meridianreaktion“) bezeichnet das Wahrnehmen eines kribbelnden, angenehm empfundenen Gefühls auf der Haut (sogenannte Tingles); oft ähnlich erlebt wie sanfte elektrostatische Entladungen. Es beginnt typischerweise auf der Kopfhaut des Hinterkopfs und bewegt sich entlang des Nackens und der oberen Wirbelsäule bis in den Schulterbereich. Dieses Gefühl ist für die meisten Personen mit Entspannung, Beruhigung und Wohlbefinden verbunden. Vielen Menschen hilft ASMR beim Einschlafen. 2021 war ASMR der dritthäufigste Suchbegriff auf der Videoplattform YouTube.

## Auslöser
ASMR wird häufig durch akustische, visuelle und taktile Sinnesreize ausgelöst, seltener auch durch bloße persönliche Aufmerksamkeit und Zuwendung durch eine andere Person. Typische Auslöser dabei sind:
- bestimmte Geräusche (z. B. das Reiben von Händen oder Lippengeräusche),
- ruhige Stimmen und sanftes Flüstern,
- beruhigende Handbewegungen oder
- leichte Berührungen am Kopf (z. B. beim Haarewaschen oder beim Haarekämmen).

Das Phänomen ist noch kaum wissenschaftlich erforscht worden, wurde jedoch mit Ton-Berührung-Synästhesie verglichen.
Teilweise wird die Technik binauraler Akustik eingesetzt, um einen dreidimensionalen Höreindruck zu vermitteln.

## Verbreitung
Der Begriff „Autonomous Sensory Meridian Response“ breitete sich seit dem Jahr 2010 im anglo-amerikanischen Raum aus, um dieses Kopfkribbeln zu beschreiben. Im Jahr 2012 erschienen die ersten deutschsprachigen Medienberichte über diese Bewegung.

## Wissenschaftliche Erforschung und Einschätzung
Die bisher umfangreichste Literaturstudie zu ASMR führte im Jahr 2023 eine mittlere zweistellige Anzahl von Fachartikeln auf. Das Fazit ihrer Untersuchung betont die sinnlich-körperliche Dimension von ASMR. Dieses stelle ein „einzigartiges Sinneserlebnis dar, das eine Mischung aus Erregung, Entspannung, Wachsamkeit und emotionaler Verbindung beinhaltet, die positive Gefühle, eine erhöhte Alpha-Gehirnaktivität, eine reduzierte Herzfrequenz, eine erhöhte Hautleitfähigkeit und eine Pupillenerweiterung hervorrufen kann.“
Tom Staford von der University of Sheffield vergleicht ASMR mit der Synästhesie, die lange für einen Mythos gehalten wurde. Forscher fanden in den 1990er Jahren Methoden, um die Synästhesie wissenschaftlich zu messen.
David Huron (Professor an der School of Music der Ohio State University) unterscheidet zwischen musikalischen Chills und ASMR. Er glaubt, dass der ASMR-Effekt Ähnlichkeiten mit dem Grooming der Primaten aufweist. Bei dieser Form der sozialen Körperpflege erfahren die Tiere „einen an Euphorie grenzenden Lustgewinn aus der gegenseitigen Fellpflege“, welcher aufgrund der geringeren Wahrscheinlichkeit parasitären Befalls sowie allen mit starker sozialer Bindung einhergehenden positiven Effekten wohl einen selektiven Vorteil bietet.
Eine Studie vom Juni 2018 zeigte, dass ASMR die Herzfrequenz senkt und gleichzeitig die Hautleitfähigkeit erhöht. Dies dient als Zeichen von Erregung. Dabei zeigte sich, dass Menschen, die weder vor noch während der Studie ASMR verspüren, keine signifikanten körperlichen Reaktionen haben. Die Studie zeigt ebenfalls, dass ASMR kein sexuelles Gefühl ist, da zu keinem Zeitpunkt sexuelle Erregung bei den Teilnehmern zu erkennen war oder von diesen genannt wurde. ASMR wird, ebenso wie Nostalgie, als eine komplexe Emotion oder Wahrnehmung beschrieben, da auf den ersten Blick gegenteilig erscheinende Reaktionen auftreten: Entspannung und erhöhte Hautleitfähigkeit (vergleichbar zu Nostalgie: Glück und Traurigkeit).

## Placebo und Erwartungseffekte
Cash et al. hatten erstmals 2018 in einem mit Erwartungsmanipulation operierenden Setting vermeintliche Erwartungseffekte gezeigt und konkludiert: „Zumindest bei manchen Menschen könnte ASMR auf Erwartungseffekte zurückzuführen sein: Beobachter, die glauben, dass bestimmte Medien zu Sinneserlebnissen führen, werden diese Sinneserlebnisse haben.“ Naive Rezipienten, denen ASMR zuvor unbekannt war, hatten häufiger von einer ASMR-Empfindung berichtet, wenn ihnen Audiodateien als „have been shown to produce the ASMR effect“ präsentiert worden waren, also als zuvor erfolgreiche ASMR-Trigger. Auf „ASMR-Enthusiasten“, also mit dem Genre positiv vertraute Versuchspersonen, hatten diese suggestiven Anweisungen hingegen keine Auswirkungen.
Andere Autoren weisen jedoch auf methodische Mängel dieser Untersuchung hin: „Die Erwartungsmanipulation – den Teilnehmern zu sagen, dass die Medien ASMR auslösen werden oder nicht – ist ein schlechter Test der Erwartungshypothese, da dies die Erwartungen von Personen, die bereits mit ASMR vertraut sind, wahrscheinlich nicht ändern wird.“ Die Beeinflussung der naiven Versuchsteilnehmer durch die Erwartungsmanipulation bleibt dennoch erklärungsbedürftig. Dieses Problem adressierend schlussfolgern Mahady et al., „dass ASMR ein physiologisch wirksames Phänomen mit neurologischen Grundlagen ist, das durch Faktoren wie Placebo und Erwartung verstärkt wird“.

## Abgrenzung zum „Gänsehaut-Effekt“
ASMR wird von physisch induzierten Gänsehautgefühlen (den „Chills“, dem Frösteln) dadurch abgegrenzt, dass ASMR-Empfindungen recht lange anhalten können, während physische Chills nur wenige Sekunden lang andauern. Als ein weiterer Unterschied zwischen ASMR und physischen Chills wird beschrieben, dass ASMR im Gegensatz zu physischen Chills nicht von einem aufregenden Gefühl begleitet sei, sondern stattdessen entspannend wirke.
Als mögliche Gründe dafür deuten verschiedene Studien auf die Unterschiede zwischen ASMR-Videos und anderen auditiven Erfahrungen, zum Beispiel dem oft mit Gänsehaut assoziierten Musikhören. ASMR-Trigger sind gemeinhin leiser, in Produktion wie Rezeption „more proximate“, gesprochene Sprache wird in ASMR-Videos geflüstert oder weniger phoniert, ASMR-Sounds „wandern“ stärker (Stereo) und Silbenrate sowie „vocal energy“ sind reduziert.

## ASMR als Pornografie
In den letzten Jahren hat sich das Phänomen auch auf die Pornografie ausgeweitet. Auf den weltweit größten Pornoseiten existiert mittlerweile eine Vielzahl von ASMR-Porno-Videos mit teilweise millionenfachen Klicks und häufig sogar eine eigene Kategorie „ASMR“.
2010 sind erstmals Pornodarsteller auf ASMR aufmerksam geworden und wurden zu frühen Produzenten von nicht-pornografischen ASMR-Medien, die auf Plattformen wie YouTube veröffentlicht wurden; sie behielten öfter ihre Pornodarstellernamen bei. Ende der 2010er Jahre kam es zu einer Flut von pornografischen ASMR-Medien, die sowohl von kleineren Betrieben als auch von großen Studios wie Brazzers ausging. Seither verbreiten auch manche ASMR-Künstlerinnen, die zunächst nur unpornografische Inhalte auf YouTube monetarisierten, – teilweise auf Anfrage ihrer Zuschauer – parallel pornografische Inhalte auf der Plattform Onlyfans.
Eine Studie zu Sexualisierung in chinesischen ASMR-Videos betont die Unterschiede zwischen Sinnlichkeit und Sexualität und konkludiert, konventionelle und „sexuell aufgeladene“ ASMR-Videos seien „zwei dichotome Mediengattungen, die unterschiedliche Ziele verfolgen“.